# Harry Potter: Wizards Unite
Harry Potter: Wizards Unite kiterjesztett valóságon alapuló mobil játék, amit a Niantic és a WB Games San Francisco fejleszt. A játék a Joanne Kathleen Rowling által létrehozott Harry Potter varázslóvilágán alapul. A játék 2019. június 21-én jelent meg iOS és Android operációs rendszerekre.